# Bernhart Henn
Bernhart Henn (* 1817 in Cherry Valley, Otsego County, New York; † 30. August 1865 in Fairfield, Iowa) war ein US-amerikanischer Politiker. Zwischen 1851 und 1855 vertrat er den Bundesstaat Iowa im US-Repräsentantenhaus.

## Werdegang
Bernhart Henn besuchte die öffentlichen Schulen seiner Heimat. Im Jahr 1838 zog er nach Burlington im damaligen Iowa-Territorium. Nach einem Jurastudium und seiner Zulassung als Rechtsanwalt begann er in Burlington in seinem neuen Beruf zu arbeiten. Im Jahr 1845, nachdem er von US-Präsident James K. Polk zum Registrator bei der Bundeslandbehörde in diesem Gebiet ernannt worden war, zog er nach Fairfield.
Politisch war Henn Mitglied der Demokratischen Partei. Bei den Kongresswahlen des Jahres 1850 wurde er im ersten Wahlbezirk von Iowa in das US-Repräsentantenhaus in Washington, D.C. gewählt. Dort trat er am 4. März 1851 die Nachfolge von Daniel F. Miller von der Whig Party an. Nach einer Wiederwahl im Jahr 1852 konnte Henn bis zum 3. März 1855 im Kongress verbleiben. Diese Zeit war von den zunehmenden Spannungen im Vorfeld des Bürgerkrieges überschattet.
Nach seiner Zeit im Repräsentantenhaus stieg Bernhart Henn in das Bankgeschäft ein. Außerdem engagierte er sich auf dem Immobilienmarkt. Er starb am 30. August 1865 in Fairfield.